# 312 p.n.e.
| [ Edytuj tabelę ] |                                                                                  |
| Władca Chin       | - 315 p.n.e. Nanwang 256 p.n.e.                                                  |
| Władca Egiptu     | - 323 p.n.e. Aleksander IV 309 p.n.e. - 323 p.n.e. Ptolemeusz I Soter 282 p.n.e. |
| Król Epiru        | - 313 p.n.e. Ajakides 312 p.n.e. - 312 p.n.e. Alketas II 307 p.n.e.              |
| Tyran Heraklei    | - 337 p.n.e. Dionizjusz Dobry 305 p.n.e.                                         |
| Król Ilirii       | - 335 p.n.e. Bardylis II 295 p.n.e.                                              |
| Król Magadhy      | - 321 p.n.e. Ćandragupta Maurja 300 p.n.e.                                       |
| Król Macedonii    | - 323 p.n.e. Aleksander IV 309 p.n.e.                                            |
| Władca Seleucydów | - 312 p.n.e. Seleukos I Nikator 281 p.n.e.                                       |
| Król Sparty       | - 370 p.n.e. Kleomenes II 309 p.n.e. - 331 p.n.e. Eudamidas I 305 p.n.e.         |
| Król Sydonu       | - 332 p.n.e. Abdalonymos 312 p.n.e.                                              |
| Król Syngalezów   | - 367 p.n.e. Mutasiva 307 p.n.e.                                                 |
| Tyran Syrakuz     | - 317 p.n.e. Agatokles 289 p.n.e.                                                |
| Król Tracji       | - 330 p.n.e. Seutes III 300 p.n.e.                                               |

Rok 312 p.n.e.
stulecia: V wiek p.n.e. ~
IV wiek p.n.e. ~
III wiek p.n.e.

lata: 322 p.n.e. «
316 p.n.e. «
315 p.n.e. «
314 p.n.e. «
313 p.n.e. «
312 p.n.e. »
311 p.n.e. »
310 p.n.e. »
309 p.n.e. »
308 p.n.e. »
302 p.n.e.

## Wydarzenia
Rzym
- Publiusz Decjusz Mus konsulem, potem sprawował tę funkcję jeszcze trzykrotnie.
- Appiusz Klaudiusz cenzorem – frakcja Klaudiuszy dominuje w życiu politycznym Rzymu.
- Rozpoczęcie budowy Via Appia, pierwszej drogi rzymskiej, łączącej Rzym z Kapuą.
- Budowa Aqua Appia, pierwszego rzymskiego akweduktu.

Bliski Wschód
- Seleukos I Nikator zdobył Babilon.
- Bitwa pod Gazą, Ptolemeusz i Seleukos pokonali Antygonidów. Koniec trzeciej wojny diadochów.
- Nabatejczycy zdobyli stolicę Edomu – Petrę.

## Zmarli
- Abdalonymos, król Sydonu.
- Ajakides, król Epiru.